# Guillaume Adrien Gérard van Maanen
Guillaume Adrien Gérard van Maanen ('s-Gravenhage, 5 maart 1801 - aldaar, 25 november 1871) was een Nederlands jurist en procureur-generaal bij de Hoge Raad der Nederlanden.

## Familie
Guillaume Adrien Gérard van Maanen was lid van de familie Van Maanen en een zoon van minister van Justitie mr. Cornelis Felix van Maanen (1769-1846) en Maria Theodora van der Meersch (1771-1855). Hij trouwde in 1827 met Wilhelmina Johanna Bakker (1805-1885), dochter van hoogleraar prof. dr. Gerbrand Bakker, uit welk huwelijk negen kinderen werden geboren, onder wie mr. Cornelis Felix Theodorus van Maanen (1829-1899), advocaat-generaal bij de Hoge Raad.

## Loopbaan
Van Maanen studeerde vanaf 1818 rechten aan de Universiteit Utrecht en promoveerde op 19 oktober 1824 op De supremo Mechliniensi Concilio, praemissis observationibus generalioribus de antiquis institutis, praesertim judiciariis apud Germanos et Francos. Daarna werd hij advocaat in zijn geboortestad, vervolgens rijksadvocaat en substituut-officier van justitie te Groningen tot hij in 1833 werd benoemd tot advocaat-generaal bij het gerechtshof in Den Haag. Vanaf 16 mei 1838 was hij advocaat-generaal, vanaf 24 oktober 1845 procureur-generaal bij de Hoge Raad; de laatste functie zou hij tot zijn overlijden bekleden.